# SD (репер)
SD (справжнє ім'я Садікі Терстон) — американський репер, у минулому підписант лейблу Glory Boyz Entertainment, що припинив своє існування у січні 2014. Виконавець видав 3 мікстейпи із серії Life of a Savage. Дебютний реліз завантажили понад 48 тис. разів на DatPiff (бронзовий статус за критеріями сайту).

## Ранні роки
SD виріс слухаючи 50 Cent, Eminem, Gucci Mane і Cam'ron. Він був членом Блек Ґейт, банди із Саузсайд, району Чикаго, штат Іллінойс.

## Музична кар'єра

### 2012—2013: МікстейпиLife of a Savage
18 червня 2012 SD випустив перший мікстейп Life of a Savage. У записі релізу взяли участь чиказькі репери Chief Keef, Фредо Сантана, King L та Lil Reese. Продюсери: Young Chop, 12 Hunna, C-Sick. 16 листопада вийшов Life of a Savage 2. Більшість пісень спродюсували 808 Mafia. 25 липня 2013 видали Life of a Savage 3. Мікстейп містить треки з участю Ballout та Riff Raff.

### 2013-дотепер: Дебютний альбом
У 2013 SD сповістив реліз платівки у першій половині 2014. Truly Blessed видали 18 листопада 2014.

## Дискографія
Студійні альбоми
- 2014: Truly Blessed
- 2018: Pay Attention

Мікстейпи
- 2012: Life of a Savage
- 2012: Life of a Savage 2
- 2013: Life of a Savage 3
- 2015: Life of a Savage 4
- 2015: Just the Beginning